# 剛力彩芽
剛力 彩芽（ごうりき あやめ、1992年8月27日 - ）は、日本の女優、ファッションモデル、歌手。
神奈川県横浜市出身で、オスカープロモーションを経て2020年9月から個人事務所ショートカットで活動する。

## 経歴
幼少期から目立つことが好きで、小学生になると「モデルになりたい」と両親に相談し、4年生の時に芸能事務所に所属した。7歳の時に遊園地でプロ写真家から雑誌のスナップ写真を撮影されたことを契機にモデルを志した。
2002年にオスカープロモーション「第8回全日本国民的美少女コンテスト」に参加し、2次選考で落選したが会場でオスカーのスタッフにスカウトされた。
2008年2月からファッション雑誌『Seventeen』の専属モデルとして活動する。
2011年1月にフジテレビ月9ドラマ『大切なことはすべて君が教えてくれた』へ出演し、ロングヘアーからショートカットへイメージチェンジする。本作品を女優デビュー作とするプロフィールも散見するが、正式なデビュー作は2007年の『チョコミミ』（テレビ東京）である。
2011年7月に『IS〜男でも女でもない性〜』（テレビ東京）でテレビドラマに初主演（共同主演）する。
『ミスタードーナツ』『積水ハウス』『ランチパック（山崎製パン）』『au』などのCMに出演して注目を集め、2011年11月に『日経トレンディ』「今年の顔」に選出される。
2012年4月から初の冠番組『剛力彩芽 スマイル s2 スマイル』（ニッポン放送）が放送を開始する。
2012年10月からフジテレビ系バラエティ番組『奇跡体験!アンビリバボー』の4代目MCを務める。
2013年1月14日放送開始の『ビブリア古書堂の事件手帖』（フジテレビ）で、プライムタイム枠のテレビドラマに単独初主演する。
2013年5月1日発売の『Seventeen』6月号で同誌の専属モデルを卒業する。
2013年7月10日にシングル「友達より大事な人」で歌手デビューする。
2016年に明治座11月公演「祇園の姉妹（きょうだい）」（11月4日 - 27日）で初舞台を踏む。
2020年8月31日をもって18年間所属したオスカープロモーションを退社した。以後は同年3月に設立した個人事務所ショートカットで活動する。
2023年4月7日から5年間、高千穂町観光大使を務める。

## 人物・エピソード
身長は163cm、スリーサイズはB77・W58・H84で、利き手は左利き。2歳上の姉は看護師である。
特技はダンスと料理で、高校時代はダンス部で活動した。
アロマテラピーアドバイザーで、アロマセラピストを目指している。
2015年8月6日放送の『奇跡体験!アンビリバボー』（フジテレビ）で、二級小型船舶免許保有を公表する。
好きな漫画は矢沢あい『天使なんかじゃない』。
オスカープロモーション所属時代は武井咲、忽那汐里とともに「オスカー平成3人娘」と愛称された。
明石家さんまと親しく、さんまは「『彩芽』と唯一下の名前で呼ぶ女性」と語る。
高校時代の同級生にモデルの滝沢カレンがいる。

### 名字
名字の「剛力」は全国に12世帯しかなく、姓氏研究家の森岡浩は「発祥は三島市で、ルーツは『強力（ごうりき）』を生業としていた人がそのまま『剛力』に転じたもの」と『ビーバップ!ハイヒール』（ABCテレビ）2015年9月3日放送分で語る。剛力も「1回で覚えてもらえるのでラッキーネーム」で「名字の剛力は出来れば結婚しても変えたくないほど気に入っている」と語る。名前の「彩芽」は、名字が力強いことから柔らかい印象にしよう、と「彩」の字を好む母親が命名した。

## 主な出演

### テレビドラマ
※太字は主演。
- チョコミミ （2007年 - 2008年、テレビ東京） - バンビ（森小鹿） 役
- バッテリー （2008年、NHK） - 浅倉愛 役
- 愛の劇場 ラブレター （2008年、TBS） - 越智陽子（中高生時代） 役
- 第8回テレビ朝日21世紀新人シナリオ大賞 ドラマ「ゴーストタウンの花」（2009年、テレビ朝日）
- ドラマ8 芸能社 （2009年、NHKワンセグ2） - 泉園子 役
- 土曜プレミアム 裁判員制度スペシャルドラマ 「サマヨイザクラ」 （2009年、フジテレビ） - 浜千代杏里 役
- 太宰治短編小説集 「駈込み訴え」 （2010年9月27日、NHK BS2） - 女子高生（アンデレ） 役
- 大切なことはすべて君が教えてくれた （2011年1月 - 3月、フジテレビ） - 園田望未 役
- 恋する日本語 （2011年2月3日、NHK） - ななか 役
- ドラマW「遠い日のゆくえ」（2011年3月13日、WOWOW） - 宮脇玲香 役
- アスコーマーチ〜明日香工業高校物語〜 （2011年4月 - 6月、テレビ朝日） - 相沢桃 役
- IS(アイエス) 〜男でも女でもない性〜 （2011年7月 - 9月、テレビ東京） - 相原美和子 役
- 私が恋愛できない理由 （2011年10月 - 12月、フジテレビ） - 半沢桃子 役
- ティーンコート （2012年1月 - 3月、日本テレビ） - 若王子美里 役
- 必殺仕事人2012 （2012年2月19日、朝日放送） - お春 役
- 未来日記-ANOTHER:WORLD- （2012年4月 - 6月、フジテレビ） - 古崎由乃 役
- Wの悲劇（2012年4月 - 6月、テレビ朝日） - 御堂沙耶香 役
- ビギナーズ!（2012年7月 - 9月、TBS） - 桃江比呂 役
- ほんとにあった怖い話（フジテレビ）
  - 夏の特別編2012「呪われた病室」[注 4]（2012年8月18日） - 佐野愛梨 役[30]
  - 15周年スペシャル「さとるくん」（2014年8月16日） - 笹岡里奈 役
- イロドリヒムラ 第1話（2012年10月15日、TBS） - ユイ 役
- 大河ドラマ八重の桜（2013年1月 - 12月、NHK） - 日向ユキ 役[31]
- ビブリア古書堂の事件手帖（2013年1月 - 3月、フジテレビ） - 篠川栞子 役
- クロコーチ（2013年10月 - 12月、TBS） - 清家真代 役
- 私の嫌いな探偵（2014年1月 - 3月、テレビ朝日） - 二宮朱美 役
- あすなろ三三七拍子（2014年7月 - 9月、フジテレビ） - 松下沙耶 役
- 金田一耕助VS明智小五郎ふたたび（2014年9月29日、フジテレビ） - 柳條星子 役
- リーガルハイ・スペシャル（2014年11月22日、フジテレビ） - 赤目好美 役[32]
- 新春ドラマスペシャル「大使閣下の料理人」（2015年1月3日、フジテレビ） - レイ・ティー・蘭 役[33]
- テレビ東京開局50周年特別企画「松本清張 黒い画集-草-」（2015年3月25日、テレビ東京） - 沼田亜衣 役[34]
- 天使と悪魔-未解決事件匿名交渉課-（2015年4月 - 6月、テレビ朝日） - 蒔田ヒカリ 役[35]
- 黒蜥蜴（2015年12月22日、関西テレビ・フジテレビ系） - 岩瀬早苗 役[36]
- 特集ドラマ「ジャングル・フィーバー」（2016年1月11日、NHK BSプレミアム） - 原口沙織 役[37][38]
- 松本清張特別企画「喪失の儀礼」（2016年3月30日、テレビ東京） - 田村美咲 役[39]
- ドクターカー（2016年4月 - 6月、読売テレビ） - 天童一花 役[40]
- グ・ラ・メ!〜総理の料理番〜（2016年7月 - 9月、テレビ朝日） - 一木くるみ 役[41]
- レンタルの恋（2017年1月 - 3月、TBS） - 高杉レミ 役[42]
- 女囚セブン（2017年4月 - 6月、テレビ朝日） - 神渡琴音 役[43]
- 松本清張没後25年特別企画「誤差」（2017年5月10日、テレビ東京） - 伊崎美里 役[44]
- FNS27時間テレビ「私たちの薩長同盟」（2017年9月10日、フジテレビ） - お龍 役[45]
- 家政夫のミタゾノ 第2シリーズ（2018年4月 - 6月、テレビ朝日） - 五味麻琴 役
- 誰も知らない明石家さんま「さんまのいちばん長い日」 (2018年11月25日、日本テレビ） - 大竹しのぶ 役[注 5][46]
- 抱かれたい12人の女たち 第12話（2019年12月22日、テレビ大阪） - 大須賀あや 役[47][48]
- 陰陽師（2020年3月29日、テレビ朝日） - 如月 役[49]
- マーダー★ミステリー 〜探偵・斑目瑞男の事件簿〜（2021年3月20日、朝日放送） - 村城和兎 役[50]
  - マーダー★ミステリー 〜探偵・斑目瑞男の事件簿〜伊呂鳥荘・湯けむり温泉殺人事件（2022年3月4日・11日、朝日放送） - 村城和兎 / 桃瀬さゆり 役[51][52]
- 彼女のウラ世界（2021年3月22日 - 26日、フジテレビTWO） - 近藤明子 役[53]
- ドラマ「家、ついて行ってイイですか?」 第5話（2021年9月11日、テレビ東京） - あやの 役[54]
- 風の向こうへ駆け抜けろ（2021年12月18日・25日、NHK総合） - 沢田奈保美 役[55]
- 家族の写真（2022年1月2日、東海テレビ[注 6]） - 望月美晴  役[56][57]
- 真夜中にハロー! 第8話（2022年3月4日、テレビ東京） - 井浦ヒビキ 役[58]
- 大岡越前6 第5回「奇策、鴨のお裁き」（2022年6月10日、NHK BSプレミアム） - おまさ／はつ江 役
- 夫婦の秘密（2024年1月4日 - 3月7日、BS-TBS・BS-TBS 4K） - 植村翠 役 [59]
- クラスメイトの女子、全員好きでした 第7話・第9話・最終話（2024年8月22日・9月5日・12日、読売テレビ・日本テレビ系） - 志村華 役[60]
- ミッドナイト屋台〜ラ・ボンノォ〜（2025年4月12日 - 6月14日、東海テレビ・フジテレビ） - 玄田陽美 役[61]
- 怪物（2025年7月6日 - 、WOWOW） - 松田凛子 役[62]

### 映画
※太字は主演。
- 劇場版 怪談レストラン （2010年8月21日、東映） - 高瀬ジュン / 幽霊ねえさん 役
- おにいちゃんのハナビ （2010年9月11日、ゴー・シネマ） - 早瀬ヒロミ 役
- カルテット!（2011年12月27日、松竹） - 永江美咲 役
- ガッチャマン（2013年8月24日、東宝） - 大月ジュン 役
- 清須会議（2013年11月9日、東宝） - 松姫 役
- 黒執事（2014年1月18日、ワーナー・ブラザース映画） - 幻蜂清玄（汐璃） 役
- L♥DK（2014年4月12日、東映） - 西森葵 役[63]
- 新 デコトラのシュウ 鷲（2021年2月19日、フレッシュハーツ） - 高宮すずめ 役[64]
- お終活 熟春!人生、百年時代の過ごし方（2021年5月21日、イオンエンターテイメント） - 大原亜矢 役[65]
  - お終活 再春!人生ラプソディ（2024年5月31日、イオンエンターテイメント）[66][67]
- ペルセポネーの泪（2021年11月26日長野県内先行公開、2022年3月18日全国公開、信越放送、源田企画） - 実 役[68]
- 仁義なき幕末 -龍馬死闘篇-（2023年3月25日、東映） - おりょう 役
- 女子大小路の名探偵（2023年10月13日、ラビットハウス） - 広中美桜 役[69][70]
- 劇場版 マーダー★ミステリー 探偵・斑目瑞男の事件簿 鬼灯村伝説 呪いの血（2024年2月16日、アイエス・フィールド） - 村城和兎 役[71]
- 私が俺の人生!?（2024年7月19日、エフエムピクチャーズ） - 原かおり 役[72]
- 【推しの子】 - The Final Act -  （2024年12月20日、東映）- 星野あゆみ 役
- 雪子 a.k.a.（2025年1月25日、パル企画） - 古賀まりか 役[73][74][75]
- 裏社員。-スパイやらせてもろてます‐（2025年5月2日、松竹） - 羽根田美里 役[76]
- 海辺へ行く道（2025年晩夏公開予定、東京テアトル / ヨアケ）[77]
- Good Luck（2025年12月公開予定、ムービー・アクト・プロジェクト）[78]

### 舞台
※太字は主演。
- 祇園の姉妹（2016年11月4日 - 27日、明治座） - おもちゃ 役 ※檀れいとのダブル主演[15]
- 朗読劇 私の頭の中の消しゴム 11th letter（2019年6月8日 - 11日、よみうり大手町ホール）[79]
- No.9 -不滅の旋律-〈再演〉（2018年11月11日 - 12月2日、TBS赤坂ACTシアター / 12月7日 - 10日、大阪（オリックス劇場） / 12月22日 - 24日、横浜（KAAT神奈川芸術劇場） / 2019年1月11日 - 14日、久留米（久留米シティプラザ）） - マリア・シュタイン 役[80][81][82]
  - No.9 -不滅の旋律-〈再々演〉（2020年12月13日 - 2021年1月7日（※12月31日はABEMA 、イープラスからライブ配信もあわせて行う。[83][84]）、TBS赤坂ACTシアター / 【11月、オーストリア・ウィーン（フォルクス劇場）※ベートーヴェン生誕250周年の記念公演として開幕が予定されていたが、新型コロナウイルスの感染状況を考慮し公演中止となった。】） - マリア・シュタイン 役
  - No.9 -不滅の旋律-〈再々々演〉（2024年12月21日 - 31日、東京国際フォーラム ホールC / 2025年1月11日・12日、久留米シティプラザ / 1月18日 - 20日、オリックス劇場 / 2月1日・2日、アクトシティ浜松 大ホール） - マリア・シュタイン 役[85]
- ミュージカル #チャミ（2021年9月9日 - 21日、自由劇場） - チャミ / ミホ 役※Dream Amiとのダブル主演。2役を公演ごとに役替わりで演じる。[86]
- 2つの「ヒ」キゲキ（2021年10月7日 - 14日、新国立劇場 小劇場） - ヒロイン[87]
- 舞台版 『マーダー☆ミステリー 〜探偵・斑目瑞男の事件簿〜』（2021年12月3日 - 5日、浅草花劇場） - 村城和兎 役 ※映像出演
- 舞台『メイジ・ザ・キャッツアイ』（2024年2月6日 - 3月3日、明治座） - 来生愛 役 ※藤原紀香、高島礼子とトリプル主演[88]
- 〜女子大小路の名探偵 新章〜 舞台『死は、ど真ん中に転げ落ちて』（2025年3月15日 - 23日、博品館劇場） - 広中美桜 役[89]
- 熱海五郎一座 新橋演舞場シリーズ第11弾 東京喜劇『黄昏のリストランテ ～復讐はラストオーダーのあとで～』（2025年6月2日 - 27日、新橋演舞場）

### ドキュメンタリー番組
- 奇跡体験!アンビリバボー （2012年10月4日 - 2024年3月6日、フジテレビ系列）[12][90]
- 食が変われば地球が変わる（2020年12月6日、RKB毎日放送） - MC・リポーター[91]

### バラエティ番組
- 激モテ!セブンティーン学園 （2009年7月 - 2010年3月、BS-TBS）
- 祝女シーズン3 （2011年10月 - 2012年2月、NHK）
- GO!オスカル!X21 （2013年4月 - 2016年9月、テレビ朝日）
- オスカル!はなきんリサーチ（2016年10月 -2018年12月 、テレビ朝日）
- 1位芸人が集結!ネタフェス 2016夏笑い（2016年8月14日、朝日放送・テレビ朝日） - MC
- AAC秋山アーカイブセンター（2024年12月30日、テレビ東京） - アシスタント
- 秋山アーカイブ映像センター　素人ホームビデオ何とかする課（2025年4月21日・28日、テレビ東京） - アシスタント

### 吹き替え
- プロメテウス （2012年8月24日、20世紀フォックス映画） - エリザベス・ショウ（ノオミ・ラパス） 役[92] ※劇場公開版
- X-MEN:フューチャー&パスト （2014年5月30日、20世紀フォックス映画） - レイヴン・ダークホルム / ミスティーク（ジェニファー・ローレンス） 役 ※劇場公開版

### 劇場アニメ
- マクダルのカンフーようちえん （2012年8月11日、マジックアワー） - メイ 役[93]
- 映画 プリキュアオールスターズNewStage3 永遠のともだち（2014年、東映） - 奈美 役[94]

### ゲーム
- リズム怪盗R 皇帝ナポレオンの遺産 - マリア 役

### ラジオ
- GIRLS LOCKS!（2012年4月2日 - 2015年3月5日、1週目担当、JFN系）[95]
- 剛力彩芽 スマイル S2 スマイル（2012年4月6日 - 2019年3月29日、毎週金曜、ニッポン放送ほかNRN5局）[11][96]
- SDGs MAGAZINE（2020年12月4日 - 2022年3月18日、毎月第1金曜、ニッポン放送）
- 剛力彩芽は未来を編む（2024年10月5日 - 、毎週土曜、ニッポン放送）[97]

### ネット配信ドラマ
- 婚前特急-結婚まであと117日-（2011年9月2日 - 9月30日、全5話、LISMOドラマ） - みつこ 役
- 夢叶う、福井県（魔法のじゅうたん篇・考古学者篇）（2016年2月11日、YouTube）[98]
- あの頃のわたしへ（2016年2月11日、YouTube） - 主演・百瀬真織フウカ[98][99]
- フェイス -サイバー犯罪特捜班-（2017年7月11日配信開始、全10話、Amazon Prime Video） - 主演・結城凛 役[100]
- 東京、愛だの、恋だの 第2話（2021年9月11日配信開始、Paravi） - 奥野晴香 役[101]
- 極悪女王（2024年9月19日 - 、Netflix） - ライオネス飛鳥 役[102][103][104]

### ネット配信バラエティ
- ダマってられない女たち（2024年12月13日[105] - 、ABEMA） - MC
- S区の奇妙な人々（2025年1月15日 - 2月19日、DMM TV） - フウカ 役[106]

### 雑誌
- SEVENTEEN（2008年 - 2013年、集英社）専属モデル（STモ）

### CM・広告
- ハスラック「エクスイディアル」（2020年4月 - ） - イメージキャラクター[107]
- CTW「ビビッドアーミー」（2020年7月 - ）[108]
- 日本マクドナルド「新マックフルーリー ブラックサンダー 冬の稲妻」（2021年11月 - ）

過去の出演
- 進研ゼミ （ベネッセコーポレーション）
- 東京ディズニーリゾート
  - 「ボンファイヤーダンス」篇
  - 「春のキャンパスデーパスポート」篇（2010年1月）
- 森永乳業 「リプトン紙パック（500ml）」
  - 「2人の作戦」篇 （2009年）
  - 「ボウリング」篇 （2010年）
- ロート製薬 「メンソレータム モイスティアラ」（2010年7月24日 - 2011年） - 有末麻祐子 鈴木友菜 岡本杏理との共演
- 日本郵政（2011年3月1日 - 2012年）
- ミスタードーナツ 「焼きド」（2011年5月25日 - 2012年） - 佐藤隆太と共演
- 積水ハウス 「3階のカノジョ」シリーズ （2011年8月27日 - 2013年） - 野村周平と共演
- 任天堂Wiiゲームソフト「マリオ&ソニック AT ロンドンオリンピック」（2011年11月）
- 靖国神社 「初詣」（2011年12月）
- 山崎製パン 「ランチパック」（2012年1月 - 2018年11月）[110]
  - 「自由型ランチ ダンス」篇（2012年1月1日 - ）[111]
  - 「自由型ランチ 浴衣」篇（2012年6月23日 - ）[112]
  - 「自由型ランチ 夢中でスイング」篇（2012年9月1日 - ）[113]
  - 「自由形ランチ チームダンス」篇（2013年1月1日 - ）[114]
- KDDI/沖縄セルラー電話（各au） - 井川遥 伊勢谷友介 星飛雄馬（声・古谷徹）と共演（2012年1月 - 2014年5月）
  - 「あたらしい自由。」篇（2012年1月21日 - ）
  - 「スマホの悩み」篇（2012年1月28日 - ）
  - auスマートパス「たのしむ自由」篇（2012年2月20日 - ）[115]
  - auスマートパス「アプリ取り放題」篇（2012年4月21日 - ）[116]
  - auスマートパス「ウエーブ」篇（2012年7月1日 - ）[117]
  - auスマートパス「390円の自由な世界」篇（2012年7月1日 - ）[117]
  - auスマートバリュー「家族もおトク」篇（2012年3月24日 - ）[118]
  - auスマートバリュー「入団記者会見」篇（2012年6月1日 - ）[119]
  - auスマートバリュー「チアリーダー」篇（2012年8月16日 - ）[120]
  - auスマホ「えらべる自由」篇（2012年2月4日 - ）[121]
  - auともコミ学割「はじめる自由」篇（2012年2月4日 - ）[121]
  - auともコミ学割「悲願のスマホ」篇（2012年4月27日 - ）[122]
  - 電波サポート24「もっとつながる」篇（2012年6月30日 - ）[117]
  - 「剛力さん七変化」篇（2012年6月29日 - 、WEB限定）[117]
  - 「15秒スマホ講座」篇（2012年6月29日 - 、WEB限定）[117]
- AOKI 「フレッシャーズ限定スーツフェア」（2012年2月9日 - 2014年） - イメージキャラクター。同社ブランドのメインイメージキャラクターの上戸彩と共演
- 日本損害保険協会 「自賠責保険広報キャンペーン」（2012年3月1日 - 31日） - キャンペーンキャラクター
- コンバース （2012年3月6日 - 2013年） - イメージキャラクター[123]
- ドラマDVD「プリティ・リトル・ライアーズ」 （2012年4月14日 - 2013年） - スペシャルサポーター[124]
- ニベア花王 8×4デオウォーター「まっさら彩芽」篇（2012年5月15日 - 2013年） - イメージキャラクター[125][126]
- ヤクルト「ジョア」[127]（2012年 - 2018年） 
  - 「ジョアのうた・アップで」篇（2012年6月5日 - ）[127]
  - 「ジョアのうた・外で」篇（2012年6月5日 - ）[127]
  - 「ジョアのうた・みんなで」篇（2012年6月5日 - ）[127]
  - 「シンデレラ 階段」篇（2015年5月11日 - ）[128]
- GREE「モンプラ」（2012年 - 2013年）
  - 「剛力さん、WIN!」篇（2012年6月 - ）[129]
  - 「溝端さん、リベンジ!」篇（2012年6月 - ）[130]
- サンケイスポーツ ロンドンオリンピック応援団長（2012年、産業経済新聞社）[131]
- 日本雑誌協会「雑誌愛読月間2012」イメージキャラクター（2012年7月21日 - 8月20日）[132][133]
- カルビー（2012年 - 2014年）
  - 『SMILE大収穫祭2012』キャンペーン「エプロンチョ畑キッチン」篇（2012年9月3日 - ）[134]
  - ポテトチップス「ご本人たち登場」篇（2012年9月3日 - ）[134]
- 東京都選挙管理委員会　2013年東京都議会議員選挙PR（2013年） - 振分親方と共演
- 日本証券業協会（2013年 - 2014年）
- 特別区競馬組合 東京シティ競馬（TCK） - イメージキャラクター。斎藤工と共演[135]（2015年 - 2016年）
  - 「ビーチ」篇（2015年8月6日 - ）[136]
- オークローンマーケティング「ワンダーコア スマート」（2015年 - 2016年）
  - 「倒れるだけで・収納」篇（2015年4月28日 - ）[137]
- グラクソ・スミスクライン - 男性型脱毛症の啓発活動サポーター（2016年 - 2017年）
- アルマーニ・エクスチェンジ - イメージアンバサダー（2017年）[138]
- テックビューロ「Zaif」（2018年）[139]

### 連載
- 月刊ザハイビジョン「剛力彩芽の!!あやめの芽っ!」（2011年9月号 - 2013年、角川マガジンズ） - 2011年10月号までは「剛力彩芽の○○○（仮）」という仮タイトルだった。

### ミュージック・ビデオ
- カルテット「ベストフレンド」（お笑いコンビのしずるとともに出演）
- mihimaru GT「One Time」
- ステレオポニー「青春に、その涙が必要だ!」
- MAY'S「君に届け...」

### イベント
- 日本プロ野球セントラル・リーグ公式戦 東京ヤクルトスワローズ対読売ジャイアンツ 始球式（2012年9月7日、明治神宮野球場） - 名字にちなんで背番号50のユニフォームで登場した[140][141]。
- 第6回「忘れられない看護エピソード」表彰式（2016年5月8日、日本看護協会） - 「看護の日」（5月12日）PR大使に任命される[142]。

## 出版

### 写真集
- 滴〜Shizuku〜（2011年11月25日、集英社、撮影：橋本雅司）ISBN 978-4-08-780632-8
- AYAME GOURIKI（2012年8月26日、ワニブックス、撮影：渡辺達生・宮澤正明・橋本雅司）ISBN 978-4-8470-4491-5[131]

### カレンダー
- 剛力彩芽 2012年 カレンダー（2011年10月26日、ハゴロモ）ASIN B005IFD4GE

## ディスコグラフィ

### シングル
|            | 発売日         | タイトル                  | 販売生産番号 | 販売生産番号 | 最高位 |
| 初回限定盤 | 発売日         | タイトル                  | 通常盤       |              | 最高位 |
| ---------- | -------------- | ------------------------- | ------------ | ------------ | ------ |
| 1st        | 2013年7月10日  | 友達より大事な人          | SRCL-8306    | SRCL-8308    | 7位    |
| 2nd        | 2014年2月26日  | あなたの100の嫌いなところ | SRCL-8460    | SRCL-8462    | 12位   |
| 3rd        | 2014年10月29日 | くやしいけど大事な人      | SRCL-8610    | SRCL-8612    | 8位    |
| 4th        | 2015年9月2日   | 相合傘                    | SRCL-8871～2 | SRCL-8873    | 18位   |

### アルバム
|             | 発売日       | タイトル | 販売生産番号 | 販売生産番号 | 販売生産番号 | 最高位 |
| 初回限定盤A | 発売日       | タイトル | 初回限定盤B  | 通常盤       |              | 最高位 |
| ----------- | ------------ | -------- | ------------ | ------------ | ------------ | ------ |
| 1st         | 2015年4月8日 | 剛力彩芽 | SRCL-8771    | SRCL-8773    | SRCL-8774    | 11位   |

## タイアップ
| 曲名                      | タイアップ先                                             |
| ------------------------- | -------------------------------------------------------- |
| 友達より大事な人          | ヤマザキパン「ランチパック」CMソング                     |
| あなたの100の嫌いなところ | テレビ朝日系ドラマ『私の嫌いな探偵』主題歌               |
| 相合傘                    | 第3回全国小・中学校リズムダンスふれあいコンクール 規定曲 |

## 受賞歴
2011年
- The Best of Beauty 2011
- 日経トレンディ 今年の顔
- 第2回日本ウェディングベストドレッサー賞

2012年
- 第21回日本映画批評家大賞 新人女優賞
- 第25回日本メガネベストドレッサー賞 特別賞（今後メガネをかけて欲しい方）
- 第34回読者が選ぶ・講談社広告賞 ベストキャラクター賞
- 第12回ベストレザーニスト
- ベストスマイル・オブ・ザ・イヤー2012 著名人部門
- VOGUE JAPAN Women of the Year 2012
- 第41回ベストドレッサー賞 芸能部門
- 2012年ベストビューティストアワード 女優部門

2013年
- 第24回日本ジュエリーベストドレッサー賞 20代部門
- 第18回E-ライン・ビューティフル大賞
- 第30回浅草芸能大賞 新人賞

2015年
- ベストスタイリングアワード2015 20代女性部門

2016年
- ベストパールプリンセス2016

2021年
- 国際女性デー HAPPY WOMAN AWARD 2021 for SDGs 個人部門